# Shaheen (Tekken)
Shaheen (en árabe: شاهين) (en japonés: シャヒーン) es un personaje ficticio de la saga de videojuegos de lucha Tekken. Hace su primera aparición en el juego Tekken 7.
El personaje fue anunciado en 2014, siendo el primer personaje de origen árabe en la saga Tekken.

## Diseño
El personaje fue creado bajo la idea del productor del juego, Katsuhiro Harada, en mente de tener un personaje de origen árabe en la saga Tekken. La saga ya había tenido polémicas con la comunidad árabe por cuestiones del juego Tekken Tag Tournament 2, de modo que Harada quiso que a través de las redes sociales la comunidad árabe diera sus ideas en la creación del personaje.
El personaje viste un kufiyya y un agal. Porta una cimitarra en la cintura. Físicamente es descrito como de alta estatura, cabello castaño oscuro y ojos color café.

## Historia
Shaheen trabaja para una empresa privada militar, que se especializa en la provisión de servicios de seguridad. Durante su estancia en el ejército, se ganó una reputación como experto en combate cuerpo a cuerpo.
Un día, su amigo, el dueño de una empresa involucrada en la industria petrolera, murió repentinamente y en extrañas circunstancias. En la autopsia se declaró su muerte como accidental, pero Shaheen sospechó que hubo "juego sucio" cuando la empresa de su amigo fue comprada por la Corporación G y tanto la gerencia, como los miembros de su familia, renunciaron al unísono. Comenzó a investigar los hechos, hasta que un conocido de su amigo fallecido le informó que un hombre demoníaco estaba manejando los hilos de la Corporación G: Kazuya Mishima. Shaheen se rehusó a creer que un demonio exista en la vida real, pero sus investigaciones revelaron que Kazuya podría ser peor que las creaciones del mismísimo Infierno.
Shaheen estaba indeciso: ¿vengaría la muerte de su amigo al destruir a ese demonio o no? Sumergido en la duda, se embarcó en una misión en solitario para infiltrarse en la Corporación G.

## Curiosidades
- Su nombre «Shaheen» deriva del persa «Shahin», que significa «halcón blanco de la realeza».
- Posee un gran parecido al personaje Rashid, de la saga Street Fighter.